# Pierre-Joseph-Donat Melsnyder
 (avril 2020).
Pierre-Joseph-Donat Melsnyder est un paléographe belge né le 19 août 1752 à Mons et mort le 5 décembre 1829 à Mons.

## Biographie
Fils de Jean-François Melsnyder et de Marie-Jeanne Livemont, frère de l'orfèvre Jean-Baptiste Melsnyder (1754-1830), Pierre-Joseph-Donat Melsnyder débute en tant qu'attaché aux archives des États de Hainaut, avant d'intégrer par la suite l'administration de l'enregistrement, devenant notamment receveur du domaine national du département de Jemmapes et garde-magasin du Timbre à Mons.

## Travaux
En s'appuyant sur les chartes et des documents authentiques, Melsnyder dresse une Carte généalogique des comtes de Hainaut en 1792, publiée par le Cercle archéologique de Mons en 1871. Il rédige également un manuscrit intitulé l'Archiviste de Mons, inventaire raisonné d'un grand nombre d'actes du greffe échevinal.
- Carte généalogique des comtes de Hainaut
- Archiviste de Mons, inventaire raisonné d'un grand nombre d'actes du greffe échevinal

## Littérature
- Biographie nationale de Belgique, tome 14, Académie royale de Belgique
- Augustin Lacroix, Chronique du Hainaut et de Mons, Hoyois, 1842
- E. Matthieu, Biographie du Hainaut, tome II, Enghien, 1902-1905